# فريدي نورث
فريدي نورث (بالإنجليزية: Freddie North)‏ هو مغني أمريكي، ولد في 28 مايو 1939 في ناشفيل في الولايات المتحدة.

## وصلات خارجية
- فريدي نورث على موقع ميوزك برينز (الإنجليزية)
- فريدي نورث على موقع ديسكوغز (الإنجليزية)